# Toxomerus nymphalius
Toxomerus nymphalius är en tvåvingeart som först beskrevs av Hull 1942.  Toxomerus nymphalius ingår i släktet Toxomerus och familjen blomflugor. Inga underarter finns listade i Catalogue of Life.